# Hannoverscher Sportverein von 1896 2018-2019
Questa voce raccoglie le informazioni riguardanti il Hannoverscher Sportverein von 1896  nelle competizioni ufficiali della stagione calcistica 2018-2019.

## Stagione
Nella stagione 2018-2019 l'Hannover, allenato da Thomas Doll, concluse il campionato di Bundesliga al 17º posto. In coppa di Germania l'Hannover fu eliminato al secondo turno dal Wolfsburg.

## Rosa
| N. |                     | Ruolo | Calciatore             |
| -- | ------------------- | ----- | ---------------------- |
| 23 | Germania (bandiera) | P     | Michael Esser          |
| 19 | Austria (bandiera)  | P     | Samuel Şahin-Radlinger |
| 30 | Germania (bandiera) | P     | Leo Weinkauf           |
| 14 | Germania (bandiera) | D     | Kevin Akpoguma         |
| 3  | Cile (bandiera)     | D     | Miiko Albornoz         |
| 31 | Germania (bandiera) | D     | Waldemar Anton         |
| 2  | Croazia (bandiera)  | D     | Josip Elez             |
| 5  | Brasile (bandiera)  | D     | Felipe                 |
| 15 | Germania (bandiera) | D     | Timo Hübers            |
| 4  | Germania (bandiera) | D     | Julian Korb            |
| 22 | Germania (bandiera) | D     | Matthias Ostrzolek     |
| 25 | Germania (bandiera) | D     | Oliver Sorg            |
| 28 | Austria (bandiera)  | D     | Kevin Wimmer           |
| 6  | Germania (bandiera) | C     | Marvin Bakalorz        |
| 34 | Germania (bandiera) | C     | Tim Dierßen            |
| 18 | Norvegia (bandiera) | C     | Iver Fossum            |
| 10 | Giappone (bandiera) | C     | Genki Haraguchi        |

| N. |                                 | Ruolo | Calciatore          |
| -- | ------------------------------- | ----- | ------------------- |
| 40 | Germania (bandiera)             | C     | Linton Maina        |
| 21 | Germania (bandiera)             | C     | Nicolai Müller      |
| 35 | Kosovo (bandiera)               | C     | Florent Muslija     |
| 7  | Germania (bandiera)             | C     | Edgar Prib          |
| 37 | Germania (bandiera)             | C     | Noah Sarenren Bazee |
| 27 | Svizzera (bandiera)             | C     | Pirmin Schwegler    |
| 8  | Brasile (bandiera)              | C     | Walace              |
| 11 | Giappone (bandiera)             | A     | Takuma Asano        |
| 13 | Togo (bandiera)                 | A     | Ihlas Bebou         |
| 33 | Danimarca (bandiera)            | A     | Uffe Manich Bech    |
| 24 | Germania (bandiera)             | A     | Niclas Füllkrug     |
| 29 | Bosnia ed Erzegovina (bandiera) | A     | Benjamin Hadžić     |
| 9  | Brasile (bandiera)              | A     | Jonathas            |
| 16 | Stati Uniti (bandiera)          | A     | Sebastian Soto      |
| 26 | Germania (bandiera)             | A     | Hendrik Weydandt    |
| 17 | Stati Uniti (bandiera)          | A     | Bobby Wood          |

## Organigramma societario
Area tecnica
- Allenatore: Thomas Doll
- Allenatore in seconda: Asif Šarić, Ralf Zumdick
- Preparatore dei portieri: Jörg Sievers
- Preparatori atletici: Dennis Fischer, Timo Rosenberg, Tobias Stock

## Risultati

### Bundesliga

#### Girone di andata
| Arbitro: | Brych |

|              |           |              |
| Selassie 85’ | Marcatori | 76’ Weydandt |

| Hannover 31 agosto 2018, ore 20:30 CEST 2ª giornata | Hannover 96 | 0 – 0 referto | Borussia Dortmund | HDI-Arena (49.000 spett.)\| Arbitro: \| Zwayer \| |
| Arbitro:                                            | Zwayer      |               |                   |                                                   |

| Arbitro: | Kampka |

|                            |           |                           |
| Poulsen 9’ Werner 40’, 63’ | Marcatori | 13’ Füllkrug 65’ Albornoz |

| Arbitro: | Dankert |

|                            |           |  |
| Anton 76’ (aut.) Knöll 77’ | Marcatori |  |

| Arbitro: | Dingert |

|                     |           |                                       |
| Füllkrug 55’ (rig.) | Marcatori | 20’ Brenet 49’ Kadeřábek 90’ Belfodil |

| Arbitro: | Hartmann |

|                                            |           |             |
| N'Dicka 36’ Rebić 45’ Guzmán 59’ Jović 89’ | Marcatori | 86’ Muslija |

| Arbitro: | Stegemann |

|                         |           |           |
| Wood 30’, 45’ Bebou 90’ | Marcatori | 50’ Gómez |

| Arbitro: | Ittrich |

|                          |           |                        |
| Bender 34’ Bellarabi 90’ | Marcatori | 25’ Muslija 54’ Felipe |

| Arbitro: | Kampka |

|           |           |                                   |
| Bebou 72’ | Marcatori | 8’ Khedira 63’ (rig.) Finnbogason |

| Arbitro: | Schmidt |

|                                        |           |              |
| Bentaleb 57’ (rig.) Embolo 71’ Uth 85’ | Marcatori | 70’ Weydandt |

| Arbitro: | Fritz |

|                            |           |                     |
| Maina 31’ Bebou 62’ (rig.) | Marcatori | 82’ (rig.) Weghorst |

| Arbitro: | Siebert |

|                                           |           |         |
| Hazard 7’ Lang 44’ Stindl 58’ Zakaria 77’ | Marcatori | 1’ Wood |

| Arbitro: | Brych |

|  |           |                              |
|  | Marcatori | 44’ Torunarigha 73’ Ibišević |

| Arbitro: | Hartmann |

|                      |           |              |
| Brosinski 86’ (rig.) | Marcatori | 12’ Weydandt |

| Arbitro: | Storks |

|  |           |                                                 |
|  | Marcatori | 2’ Kimmich 29’ Alaba 53’ Gnabry 62’ Lewandowski |

| Arbitro: | Dingert |

|                       |           |            |
| Waldschmidt 3’ (rig.) | Marcatori | 14’ Felipe |

| Arbitro: | Dankert |

|  |           |          |
|  | Marcatori | 90’ Fink |

#### Girone di ritorno
| Arbitro: | Fritz |

|  |           |             |
|  | Marcatori | 32’ Rashica |

| Arbitro: | Gräfe |

|                                                        |           |              |
| Hakimi 24’ Reus 60’ Götze 62’ Guerreiro 67’ Witsel 90’ | Marcatori | 86’ Bakalorz |

| Arbitro: | Schlager |

|  |           |                                       |
|  | Marcatori | 45’ (rig.) Halstenberg 64’, 85’ Orban |

| Arbitro: | Welz |

|                 |           |  |
| Müller 45’, 77’ | Marcatori |  |

| Arbitro: | Siebert |

|                                        |           |  |
| Joelinton 4’ Belfodil 14’ Demirbay 80’ | Marcatori |  |

| Arbitro: | Fritz |

|  |           |                                |
|  | Marcatori | 54’ Rebić 63’ Jović 90’ Kostić |

| Arbitro: | Dankert |

|                                        |           |              |
| Gómez 4’ Kabak 16’, 45’ Zuber 78’, 81’ | Marcatori | 68’ Jonathas |

| Arbitro: | Storks |

|                                |           |                              |
| Jonathas 51’ Weiser 73’ (aut.) | Marcatori | 13’, 28’ Volland 87’ Havertz |

| Arbitro: | Gräfe |

|                                 |           |             |
| Córdova 65’ Schmid 78’ Hahn 86’ | Marcatori | 8’ Weydandt |

| Arbitro: | Jablonski |

|  |           |            |
|  | Marcatori | 39’ Serdar |

| Arbitro: | Cortus |

|                                 |           |              |
| Steffen 32’, 71’ Roussillon 78’ | Marcatori | 30’ Weydandt |

| Arbitro: | Brych |

|  |           |             |
|  | Marcatori | 53’ Raffael |

| Berlino 21 aprile 2019, ore 18:00 CEST 30ª giornata | Hertha Berlino | 0 – 0 referto | Hannover 96 | Olympiastadion (38.916 spett.)\| Arbitro: \| Stegemann \| |
| Arbitro:                                            | Stegemann      |               |             |                                                           |

| Arbitro: | Storks |

|              |           |  |
| Weydandt 66’ | Marcatori |  |

| Arbitro: | Dingert |

|                                         |           |                     |
| Lewandowski 27’ Goretzka 40’ Ribéry 84’ | Marcatori | 51’ (rig.) Jonathas |

| Arbitro: | Hartmann |

|                                |           |  |
| Anton 39’ Bebou 51’ Walace 81’ | Marcatori |  |

| Arbitro: | Cortus |

|                          |           |            |
| Hennings 56’ Karaman 60’ | Marcatori | 78’ Müller |

### Coppa di Germania
| Arbitro: | Dankert |

|  |           |                                                                      |
|  | Marcatori | 17’ Wimmer 31’ Bebou 41’ (rig.) Füllkrug 51’ Asano 85’, 90’ Weydandt |

| Arbitro: | Cortus |

|  |           |                          |
|  | Marcatori | 20’ Mehmedi 90’ Weghorst |

## Statistiche

### Statistiche di squadra
| Competizione      | Punti | In casa | In casa | In casa | In casa | In casa | In casa | In trasferta | In trasferta | In trasferta | In trasferta | In trasferta | In trasferta | Totale | Totale | Totale | Totale | Totale | Totale | DR  |
| Competizione      | Punti | G       | V       | N       | P       | Gf      | Gs      | G            | V            | N            | P            | Gf           | Gs           | G      | V      | N      | P      | Gf     | Gs     | DR  |
| ----------------- | ----- | ------- | ------- | ------- | ------- | ------- | ------- | ------------ | ------------ | ------------ | ------------ | ------------ | ------------ | ------ | ------ | ------ | ------ | ------ | ------ | --- |
| Bundesliga        | 21    | 17      | 5       | 1       | 11      | 15      | 26      | 17           | 0            | 5            | 12           | 16           | 45           | 34     | 5      | 6      | 23     | 31     | 71     | -40 |
| Coppa di Germania | -     | 1       | 0       | 0       | 1       | 0       | 2       | 1            | 1            | 0            | 0            | 6            | 0            | 2      | 1      | 0      | 1      | 6      | 2      | +4  |
| Totale            | -     | 18      | 5       | 1       | 12      | 15      | 28      | 18           | 1            | 5            | 12           | 22           | 45           | 36     | 6      | 6      | 24     | 37     | 73     | -36 |

### Andamento in campionato
| Giornata  | 1 | 2  | 3  | 4  | 5  | 6  | 7  | 8  | 9  | 10 | 11 | 12 | 13 | 14 | 15 | 16 | 17 | 18 | 19 | 20 | 21 | 22 | 23 | 24 | 25 | 26 | 27 | 28 | 29 | 30 | 31 | 32 | 33 | 34 |
| --------- | - | -- | -- | -- | -- | -- | -- | -- | -- | -- | -- | -- | -- | -- | -- | -- | -- | -- | -- | -- | -- | -- | -- | -- | -- | -- | -- | -- | -- | -- | -- | -- | -- | -- |
| Luogo     | T | C  | T  | T  | C  | T  | C  | T  | C  | T  | C  | T  | C  | T  | C  | T  | C  | C  | T  | C  | C  | T  | C  | T  | C  | T  | C  | T  | C  | T  | C  | T  | C  | T  |
| Risultato | N | N  | P  | P  | P  | P  | V  | N  | P  | P  | V  | P  | P  | N  | P  | N  | P  | P  | P  | P  | V  | P  | P  | P  | P  | P  | P  | P  | P  | N  | V  | P  | V  | P  |
| Posizione | 9 | 11 | 13 | 16 | 16 | 18 | 16 | 15 | 16 | 16 | 16 | 16 | 17 | 17 | 18 | 17 | 17 | 17 | 17 | 18 | 17 | 17 | 17 | 17 | 17 | 17 | 18 | 18 | 18 | 18 | 18 | 18 | 17 | 17 |

Legenda:

Luogo: C = Casa; T = Trasferta. Risultato: V = Vittoria; N = Pareggio; P = Sconfitta.

### Statistiche dei giocatori
| Giocatore          | Bundesliga | Bundesliga | Bundesliga  | Bundesliga | Coppa di Germania | Coppa di Germania | Coppa di Germania | Coppa di Germania | Totale   | Totale | Totale      | Totale     |
| Giocatore          | Presenze   | Reti       | Ammonizioni | Espulsioni | Presenze          | Reti              | Ammonizioni       | Espulsioni        | Presenze | Reti   | Ammonizioni | Espulsioni |
| ------------------ | ---------- | ---------- | ----------- | ---------- | ----------------- | ----------------- | ----------------- | ----------------- | -------- | ------ | ----------- | ---------- |
| M. Esser           | 32         | 0          | 2           | 0          | 1                 | 0                 | 0                 | 0                 | 33       | 0      | 2           | 0          |
| S. Şahin-Radlinger | 1          | 0          | 0           | 0          | -                 | -                 | -                 | -                 | 1        | 0      | 0           | 0          |
| L. Weinkauf        | -          | -          | -           | -          | -                 | -                 | -                 | -                 | -        | -      | -           | -          |
| K. Akpoguma        | 4          | 0          | 2           | 0          | -                 | -                 | -                 | -                 | 4        | 0      | 2           | 0          |
| M. Albornoz        | 22         | 1          | 3           | 1          | 1                 | 0                 | 1                 | 0                 | 23       | 1      | 4           | 1          |
| W. Anton           | 34         | 1          | 4           | 0          | 2                 | 0                 | 0                 | 0                 | 36       | 1      | 4           | 0          |
| J. Elez            | 10         | 0          | 1           | 0          | 1                 | 0                 | 1                 | 0                 | 11       | 0      | 2           | 0          |
| Felipe             | 17         | 2          | 4           | 1          | 1                 | 0                 | 0                 | 0                 | 18       | 2      | 4           | 1          |
| T. Hübers          | -          | -          | -           | -          | -                 | -                 | -                 | -                 | -        | -      | -           | -          |
| J. Korb            | 12         | 0          | 0           | 0          | -                 | -                 | -                 | -                 | 12       | 0      | 0           | 0          |
| M. Ostrzolek       | 18         | 0          | 2           | 0          | 1                 | 0                 | 0                 | 0                 | 19       | 0      | 2           | 0          |
| O. Sorg            | 19         | 0          | 5           | 1          | 1                 | 0                 | 0                 | 0                 | 20       | 0      | 5           | 1          |
| K. Wimmer          | 22         | 0          | 5           | 0          | 2                 | 1                 | 0                 | 0                 | 24       | 1      | 5           | 0          |
| M. Bakalorz        | 25         | 1          | 5           | 0          | -                 | -                 | -                 | -                 | 25       | 1      | 5           | 0          |
| T. Dierßen         | 1          | 0          | 0           | 0          | -                 | -                 | -                 | -                 | 1        | 0      | 0           | 0          |
| I. Fossum          | 9          | 0          | 0           | 0          | 2                 | 0                 | 0                 | 0                 | 11       | 0      | 0           | 0          |
| G. Haraguchi       | 28         | 0          | 1           | 0          | 1                 | 0                 | 0                 | 0                 | 29       | 0      | 1           | 0          |
| L. Maina           | 20         | 1          | 1           | 0          | 1                 | 0                 | 0                 | 0                 | 21       | 1      | 1           | 0          |
| N. Müller          | 14         | 3          | 2           | 0          | -                 | -                 | -                 | -                 | 14       | 3      | 2           | 0          |
| F. Muslija         | 17         | 2          | 1           | 0          | 1                 | 0                 | 0                 | 0                 | 18       | 2      | 1           | 0          |
| E. Prib            | 4          | 0          | 1           | 0          | -                 | -                 | -                 | -                 | 4        | 0      | 1           | 0          |
| N. Bazee           | 3          | 0          | 0           | 0          | -                 | -                 | -                 | -                 | 3        | 0      | 0           | 0          |
| P. Schwegler       | 27         | 0          | 7           | 0          | 1                 | 0                 | 0                 | 0                 | 28       | 0      | 7           | 0          |
| Walace             | 26         | 1          | 5           | 0          | 2                 | 0                 | 1                 | 0                 | 28       | 1      | 6           | 0          |
| T. Asano           | 13         | 0          | 0           | 0          | 2                 | 1                 | 0                 | 0                 | 15       | 1      | 0           | 0          |
| I. Bebou           | 12         | 4          | 1           | 0          | 2                 | 1                 | 1                 | 0                 | 14       | 5      | 2           | 0          |
| U. Bech            | 2          | 0          | 1           | 0          | -                 | -                 | -                 | -                 | 2        | 0      | 1           | 0          |
| N. Füllkrug        | 14         | 2          | 1           | 0          | 1                 | 1                 | 0                 | 0                 | 15       | 3      | 1           | 0          |
| B. Hadžić          | 3          | 0          | 0           | 0          | -                 | -                 | -                 | -                 | 3        | 0      | 0           | 0          |
| Jonathas           | 10         | 3          | 2           | 1          | -                 | -                 | -                 | -                 | 10       | 3      | 2           | 1          |
| S. Soto            | 3          | 0          | 0           | 0          | -                 | -                 | -                 | -                 | 3        | 0      | 0           | 0          |
| H. Weydandt        | 28         | 6          | 1           | 0          | 2                 | 2                 | 0                 | 0                 | 30       | 8      | 1           | 0          |
| B. Wood            | 20         | 3          | 1           | 0          | 2                 | 0                 | 0                 | 0                 | 22       | 3      | 1           | 0          |
| P. Tschauner       | 1          | 0          | 0           | 0          | 1                 | 0                 | 0                 | 0                 | 2        | 0      | 0           | 0          |